# José Vicente Grecco
José Vicente Grecco (Bahía Blanca, 20 de junio de 1929 - Medellín, 24 de agosto de 2008), más conocido como Chente, fue un futbolista argentino.

## Trayectoria
Entre otros clubes, jugó en Boca Juniors, pero se destacó en su paso por Independiente Medellín, consolidándose como el segundo máximo goleador en la historia del club con 92 tantos, solamente superado por su compatriota German Ezequiel Cano en 2019.
Además, en 1957, Grecco fue el máximo goleador del Fútbol Profesional Colombiano durante la consecución del segundo título de Independiente Medellín con 30 tantos. Al año siguiente, en 1958, el argentino fue el máximo anotador de Santa Fe, con un total de 26 goles, siendo parte fundamental del segundo título para el equipo bogotano.

El jugador murió en la ciudad de Medellín junto al club y la hinchada que siempre lo apoyo en su carrera deportiva, es considerado ídolo no solo en Medellín, sino en Unión de Santa Fe en Argentina.
El jugador pasó por equipos de países como: Argentina, Colombia, España, Italia y Uruguay.

## Clubes
| Club                               | País      |
| ---------------------------------- | --------- |
| Club Atlético Boca Juniors (1948)  | Argentina |
| Unión de Santa Fe (1949-1953)      | Argentina |
| Club Atlético River Plate (1950)   | Uruguay   |
| Newell's Old Boys (1953-1955)      | Argentina |
| Independiente Medellín (1956-1957) | Colombia  |
| Independiente Santa Fe (1958)      | Colombia  |
| Real Murcia Club de Fútbol (1959)  | España    |
| Club Deportivo Málaga (1960)       | España    |
| Independiente Medellín (1961)      | Colombia  |

## Palmarés

### Campeonatos nacionales
| Título           | Club                   | País     | Año  |
| ---------------- | ---------------------- | -------- | ---- |
| Primera División | Independiente Medellín | Colombia | 1957 |
| Primera División | Independiente Santa Fe | Colombia | 1958 |

### Distinciones individuales
| Distinción                         | Año  |
| ---------------------------------- | ---- |
| Goleador del campeonato colombiano | 1957 |